# Charles Starkweather
Charles Starkweather, född 24 november 1938 i Lincoln, Nebraska, död 25 juni 1959 i samma stad, var en amerikansk så kallad "spree killer", en typ av mördare med ett beteende mellan seriemördare och massmördare. Starkweather mördade 11 personer under en resa genom Nebraska och Wyoming tillsammans med sin minderåriga flickvän Caril Ann Fugate. Genom media blev de båda rikskända och kom sedermera att inspirera till filmer som Det grymma landet och Natural Born Killers. Händelserna inspirerade också Bruce Springsteen till sången "Nebraska" på skivan med samma namn från 1982.

## Barndom
Starkweather föddes den 24 november 1938 i Lincoln, Nebraska som son till Guy och Helen Starkweather. Han var det tredje barnet i en skara om sju och mindes alltid sin barndom som lycklig. Trots att han föddes mot slutet av depressionen under 1930-talet kunde han aldrig dra sig till minnes att familjen någonsin, trots att de inte hade mycket att röra sig med, var utan mat eller blev hemlös. Inte heller misshandlades han som barn. I Lincoln ansågs Starkweathers vara en kärnfamilj med väluppfostrade barn. Guy Starkweather, som var snickare, ansågs vara snäll men gick emellanåt arbetslös på grund av artrit i händerna och ryggproblem. Vid dessa tillfällen försörjde Helen Starkweather familjen genom sitt arbete som servitris.
Till skillnad från sina familjeminnen hade inte Starkweather någon bra erfarenhet av skolan. Han föddes hjulbent och led också av ett lätt talfel, något som gjorde honom till ett lätt offer för mobbning från tidig ålder. Han ansågs inte ha lätt för sig i skolan och anklagades bland annat för att inte anstränga sig, men det var inte förrän i tonåren som han fick diagnosen svår myopi, något som skulle ha gjort honom nästintill helt blind utan hjälpmedel.
Det enda ämne som Starkweather var bra i var idrott, i vilken han fick utlopp för den vrede som fanns i honom. Han använde sin nyvunna styrka för att mobba sina egna tidigare plågoandar och snart utsträcktes detta till att omfatta alla som han av någon anledning inte tyckte om. Snabbt hade omdömet om Starkweather som en väluppfostrad pojke ändrats till att han sågs som en av de mest besvärliga och upproriska i trakten. Hans vän från high school, Bob van Busch, sade senare att:
Han kunde vara den snällaste av dem alla. Om han tyckte om dig gjorde han vad som helst för dig. Han var förbaskat rolig också. Han tog allt med en klackspark. Men så hade han en annan sida. Han kunde vara elak som fan, grym. Om han såg någon stackars sate på gatan och som var större än vad han var, eller såg bättre ut, så försökte han alltid plocka ner honom på jorden.
Tillsammans med van Busch blev Starkweather som besatt av James Dean och började kamma sig och klä sig som denne. Starkweather beundrade Deans rebellartade attityd och tyckte att han funnit en syskonsjäl, någon som också blivit utfryst och som han kunde se upp till. Starkweather utvecklade nihilism samt ett svårt mindervärdeskomplex och kom att avsky sig själv.

## Caril Ann Fugate
Någon gång under 1957 presenterade van Busch Starkweather för den 13-åriga Caril Ann Fugate. Van Busch var tillsammans med Carils storasyster Barbara. Starkweather blev stormförtjust i Fugate som delade hans nihilistiska syn på småstadsliv och hade samma eldfängda humör. Trots att Fugates intelligens låg någonstans på en låg till medelnivå imponerade hon på Starkweather med sitt intellekt. Starkweather i sin tur imponerade på Fugate: han var äldre, tuff, en rebell. Det faktum att Fugate var imponerad av Starkweather räckte för att han inte längre skulle känna sig underlägsen eller värdelös.
Strax efter att han träffat Fugate slutade Starkweather skolan och började som lagerarbetare hos Western Newspaper Union nära hennes skola så de kunde träffas dagligen. Starkweather ansågs vara en dålig medarbetare. Hans dåvarande chef sade senare:
Ibland var man tvungen att säga åt honom två eller tre gånger. Av alla våra anställda på lagret var han den dummaste av dem.
Starkweather lärde Fugate köra bil. En dag stal hon hans Hot Rod och krockade med en annan bil. Starkweathers far, som stod som ägare till sonens bil, tvingades betala reparationerna och blev dessutom anfallen av ägaren till det andra fordonet. Guy Starkweather, som nu hade fått nog av sin sons beteende, slängde ut honom.
Starkweather flyttade in hos van Busch som nu hade gift sig med Barbara. Caril Ann Fugate blev nu allt för Starkweather och han talade först om för andra människor att de var förlovade, sedan att han hade gjort henne med barn, något som gjorde hennes föräldrar utom sig av ilska.
Starkweather slutade i affären och blev sophämtare med en minimilön. Han gled tillbaka in i sin nihilistiska syn på samhället och på sitt liv och trodde att hans nuvarande situation var det som bestämde hur hans framtida liv skulle se ut. Under sophämtningsrundorna använde han tiden till att planera bankrån och kom slutligen att nå fram till det motto efter vilket han skulle leva resten av sitt liv: döda människor är inte farliga.

## Det första mordet
Den 30 november 1957 åkte Starkweather till en bensinstation där han försökte köpa ett mjukdjur till Fugate på kredit. Stationsbiträdet Robert Colvert vägrade och Starkweather åkte därifrån, utom sig av ilska. Klockan tre på morgonen den 1 december återvände Starkweather till bensinstationen med ett hagelgevär med kaliber 12. Först lämnade han geväret i bilen, gick in på bensinstationen och köpte cigaretter från Colvert som var ensam. Starkweather åkte iväg, körde ner längs gatan, vände bilen och körde tillbaka till bensinstationen. Återigen lämnade han geväret i bilen. Den här gången köpte han ett paket tuggummi och åkte sedan iväg igen. Han parkerade en bit bort från macken, satte på sig en halsduk och en hatt och gick sedan tillbaka till bensinstationen med geväret och en väska av kanvastyg. Han hotade Calvert med geväret och tog 100 dollar från kassan innan han tvingade Colvert att gå med till bilen. Starkweather körde Colvert till en enskilt belägen plats och tvingade ut honom ur bilen. Colvert försökte attackera Starkweather för att tvinga av honom geväret. Under bråket gick geväret av, vilket tvingade ner Colvert på knä. Därefter sköt Starkweather Colvert i huvudet.
Starkweather påstod senare att han i efterdyningarna till mordet trodde att han hade lämnat sitt gamla jag och stigit upp till en nivå där han trodde sig stå över och utanför lagen. Han erkände rånet omedelbart för Fugate, men påstod att någon annan hade dödat Calvert, något som Fugate inte trodde på.

## Fugates familj
Den 28 januari 1958 åkte Starkweather för att hälsa på Fugate, som just då inte var hemma. I hennes bostad grälade han först med Fugates föräldrar och sköt dem sedan. Därefter ströp han Fugates tvååriga lillasyster. Fugate kom hem lagom för att bli vittne till de tre morden. Starkweather gömde kropparna på olika platser bakom huset. Paret stannade inomhus i flera dagar och fick besökare att vända om genom att sätta upp en lapp på dörren. På lappen, som Fugate skrivit, stod att alla i huset var sjuka.
Fugates mormor blev emellertid misstänksam och ringde till polisen. När de kom till platsen hade Starkweather och Fugate försvunnit. Under de tre påföljande dagarna sköt och knivhögg Starkweather sju människor till döds. Över 1200 poliser och nationalgardister letade efter paret som till slut arresterades i Douglas, Wyoming. När de upptäcktes av en polis sprang Fugate mot honom och skrek något i stil med:
Det är Starkweather! Han kommer att döda mig!
Starkweather hävdade först att Fugate inte hade något att göra med morden, men när han fick höra att hon anklagade honom för att ha tagit henne som gisslan återtog han detta. Han avrättades med elektriska stolen i Nebraska State Penitentiary den 25 juni 1959. Fugate dömdes till livstids fängelse men släpptes 1976. Starkweather ligger begravd på Wyuka-kyrkogården i Lincoln, Nebraska. Där ligger också fem av hans offer: familjen Bartlett och paret Ward.

## Påverkan på eftervärlden
Starkweather inspirerade till och förekommer i Bruce Springsteens sång "Nebraska" på skivan med samma namn från 1982. Starkweather finns också med i Billy Joels sång "We Didn't Start The Fire" (1989).
Stephen King har också påverkats av historien som han läste när han var barn. Han var så fascinerad av honom att han till och med hade en klippbok med tidningsurklipp. King har använt Starkweather som förebild i flera av sina verk, till exempel som en skolkamrat till  Randall Flagg i Pestens tid och som George Stark i Stark.
Paret utgjorde också inspiration till filmerna Det grymma landet av Terrence Malick, The Sadist och Wild at Heart som byggde på en bok av Barry Gifford, Kalifornia och Natural Born Killers. Historien har också skildrats i TV-serier som Dödlig mardröm (1993) med Tim Roth som Starkweather, i boken Headline: Starkweather och i filmen Starkweather (2004).
I filmen The Frighteners är den fiktive seriemördaren John Charles Bartlett besatt av att slå Starkweathers siffra om 11 offer.
I Philadelphia finns ett metalcore-band med namnet Starkweather.

## Offer
1. Robert Colvert (21), stationsbiträde
2. Marion Bartlett, Fugates styvfar
3. Velda Bartlett, Fugates mor
4. Betty Jean Bartlett (2), Marion och Velda Bartletts dotter
5. August Meyer (72), en vän till familjen Starkweather
6. Robert Jensen (17)
7. Carol King (16), Jensens flickvän
8. C. Lauer Ward (47), rik affärsman
9. Clara Ward, C. Lauer Wards hustru
10. Lillian Fencl (51), Clara Wards jungfru
11. Merle Collison, handelsresande